# Italienische Meisterschaften in der Nordischen Kombination 2011

Logo der Federazione Italiana Sport Invernali (Italienischer Wintersportverband)

Die Italienischen Meisterschaften in der Nordischen Kombination 2011 fanden am 10. Februar 2011 in Predazzo statt. Die Wettbewerbe wurden auf der Normalschanze im Trampolino dal Ben (K95) sowie auf der angeschlossenen Langlaufloipe ausgetragen. Ausgetragen wurde die Meisterschaft vom Italienischen Wintersportverband und den Wintersportvereinen G.S. Fiamme Gialle und US Dolomitica. Es wurden Wettbewerbe in der Senioren- sowie in der Juniorenklasse ausgetragen.

## Ergebnis

### Senioren
| Platz | Sportler           | Zeit        |
| ----- | ------------------ | ----------- |
| 1     | Alessandro Pittin  | 23:46:6 min |
| 2     | Giuseppe Michielli | 24:22:8 min |
| 3     | Felix Peselj       | 26:07:0 min |
| 4     | Samuel Costa       | 26:21:7 min |
| 5     | Mattia Runggaldier | 26:32:6 min |
| 6     | Manuel Maierhofer  | 27:14:3 min |
| 7     | Roberto Tomio      | 28:10:7 min |
| 8     | Paolo Corradini    | 29:11:6 min |
| 9     | Christian Bauer    | 29:47:7 min |
| 10    | Raffaele Buzzi     | 30:26:1 min |
| 11    | Daniele Varesco    | 30:26:3 min |
| 12    | Alex Tarquini      | 31:36:4 min |
| 13    | Andrew Lunardi     | 33:57:3 min |
| 14    | Maximilian Thoma   | 34:35:0 min |
| 15    | Gabriele Scarian   | 40:48:4 min |

### Junioren
| Platz | Sportler           | Zeit         |
| ----- | ------------------ | ------------ |
| 1     | Samuel Costa       | 26:21:7 min  |
| 2     | Mattia Runggaldier | +0:10:9 min  |
| 3     | Manuel Maierhofer  | +0:52:6 min  |
| 4     | Roberto Tomio      | +1:48:9 min  |
| 5     | Paolo Corradini    | +2:49:9 min  |
| 6     | Christian Bauer    | +3:26:0 min  |
| 7     | Raffaele Buzzi     | +4:04:4 min  |
| 8     | Daniele Varesco    | +4:04:6 min  |
| 9     | Alex Tarquini      | +5:14:7 min  |
| 10    | Andrew Lunardi     | +7:35:6 min  |
| 11    | Maximilian Thoma   | +8:13:3 min  |
| 12    | Gabriele Scarian   | +14:26:7 min |